# 1995년 한화 이글스 시즌
1995년 한화 이글스 시즌은 한화 이글스가 KBO 리그에 참가한 2번째 시즌으로, 빙그레 이글스 시절까지 합하면 10번째 시즌이다. 강병철 감독이 팀을 이끈 2번째 시즌이며, 강정길이 주장을 맡았다.
한편, 시즌 초반 이상목과 억대 신인 신재웅이 부상으로 인해 팀에 합류하지 못한 상황에서 전년도 막판 교통사고를 당한 한용덕마저 제 기량을 발휘하지 못해 애를 먹었고 중간계투용 투수가 전혀 없는데다 마무리 전문인 구대성이 계속 무너져 상반기 내내 투수력이 약화됐다.
이렇게 되자 내야수 이종호와 외야수 지화선을 5월 11일 태평양으로 보내는 대신 김민태 나성열을 데려와 투수력을 보강했지만 팀 전력에 보탬이 되지 못했고 고질적인 수비불안을 탈피하지 못한 데다 에이스 정민철마저 6월 30일 부주의로 오른손을 심하게 다쳐 말 그대로 "설상가상"이었다.
더군다나, ERA 3.20으로 안정된 투구를 한 송진우가 중반전 이후 승수쌓기에 실패한 데다 부상 탓인지 뒤늦게 1군에 합류한 신재웅이 고작 9경기에서 3승 5패로 부진한 데 이어 팀내 최다 탈삼진(161개) 1위였던 구대성도  세이브투수로서 완전히 실패(4승 14패 18세이브)하여 팀은 8팀 중 정규시즌 6위에 그쳐 포스트시즌 진출에 실패했다.
다만, 정민철이 시즌 후 벌어진 아시아퍼시픽 슈퍼 베이스볼대회 1차전에서의 투구 내용(7이닝 5안타 13탈삼진 무실점 선발승)이 일본 다이에 구단 측의 관심을 끌었고 이로 인해 한때 다이에 이적설이 있었지만 이런저런 사정 때문에 무산됐다.

## 타이틀
- 한일 슈퍼게임 국가대표: 정민철, 구대성, 장종훈
- KBO 골든글러브: 장종훈 (1루수)
- 미스터올스타: 정경훈
- 올스타 선발: 장종훈 (1루수)
- 올스타전 추천선수: 구대성, 송진우, 정경훈
- 컴투스프로야구2022 타이틀홀더 라인업: 이상목 (선발투수)
- 출장(타자): 장종훈 (126)
- 고의4구: 장종훈 (16)
- 출루율: 장종훈 (0.424)
- 장타율: 장종훈 (0.562)
- OPS: 장종훈 (0.986)

### 퓨처스리그
- 북부리그 출루율: 장진성 (0.396)
- 도루: 박상현 (27)
- 북부리그 4사구: 이재형, 장진성 (24)
- 다승: 김동직 (8)

## 선수단
- 선발투수 : 한용덕, 정민철, 송진우, 이상군, 신재웅, 진정필, 지연규
- 구원투수 : 나성열, 김재성, 이국성, 김민태
- 마무리투수 : 이상목, 구대성, 공용우, 김성한, 이은승, 정의성
- 포수 : 강인권, 김상국, 조경택, 정진식
- 1루수 : 장종훈, 강정길
- 2루수 : 김용선, 김승권
- 유격수 : 정경훈, 허준
- 3루수 : 황대연, 김영진
- 좌익수 : 이강돈, 임주택, 김일혁, 진상봉
- 중견수 : 박지상, 신진수
- 우익수 : 정영규, 고기성, 박상현
- 지명타자 : 강석천, 이민호, 이종호, 김일훈, 김정윤, 김원근

## 특이 사항
- 당시 리그에 참가한 8팀 중 유일하게 무승부를 기록하지 않았다.
- 팀은 시범경기에서 한 경기도 이기지 못했다.
- 이상목은 후반기 7개의 희생플라이를 허용하여 KBO 리그 단일 시즌 후반기 최다 기록을 세웠다.
- 한용덕은 이 시즌 3차례 완봉했음에도 8승에 그쳐 KBO 리그 단일 시즌 10승 실패 투수 중 최다 완봉 기록을 세웠다.
- 송진우는 이 시즌 쌍방울 레이더스와의 경기에서희생플라이 4개를 허용하여 단일 시즌 쌍방울 레이더스와의 경기에서 최다 희생플라이를 허용한 선수가 되었다.
- 김동직은 KBO 퓨처스리그 다승 1위를 차지하여 구단 사상 첫 KBO 퓨처스리그 타이틀 홀더가 되었다. 이전에도 퓨처스리그에서 구단 소속 선수가 특정 기록 1위를 한 적이 있지만, KBO 퓨처스리그에서는 1995년부터 타이틀 홀더를 정해 시상을 했기 때문이다.
- 김원근은 KBO 퓨처스리그 사상 최초로 통산 100타점, 통산 100 4사구를 달성했다.
- 1996 신인드래프트에서 구단 사상 최초의 고졸우선지명으로 심광호, 이상열, 조성희를 지명하여 영입했다.

## 같이 보기
- 1996년 한화 이글스 시즌